# WX330J E
WX330J Eは日本無線が開発製造し、ワイモバイル（旧ウィルコム）が販売するPHS端末である。
なお、「Y!mobile」へのブランド移行後も従来のウィルコムブランドで販売されている。
本項では「Y!mobile」へのブランド移行前に生産を終了した法人向けモデルのWX330J-Z Eについても述べる。

## 特徴
小型軽量なストレート型端末である。
WX330JおよびWX330J-Zから防水機能を廃したぶん小型・軽量・低価格な端末として位置づけられており、防水機能が無いことを除けば機能的に同等である。
ビジネス安心サービスへの対応、カメラ非搭載、自営2版対応など、従来の日本無線製端末と同様に法人での利用を意識した点が多い。
WX330J-Z Eは法人向けソリューション『W-VPN』に対応していた。

## 沿革
- 2009年10月13日 ホワイト発表
- 2009年10月16日 ホワイト発売
- 2011年1月27日 ブラック・ブルー発表
- 2011年2月4日 ブラック・ブルー発売(WX330J E)
- 2011年4月 ブラック・ブルー発売予定(WX330J-Z E)